# Amasa (Michigan)
Amasa – jednostka osadnicza w Stanach Zjednoczonych, w stanie Michigan, w hrabstwie Iron.